# Snowville
Snowville est une municipalité américaine située dans le comté de Box Elder en Utah.
Lors du recensement de 2010, sa population est de 167 habitants. La municipalité s'étend alors sur une superficie de 1,54 mille carré (3,99 km2).

## Histoire
En 1870, des pionniers originaires de Malad City s'installent près de l'actuelle Snowville sur la Deep Creek. Huit ans plus tard, la localité se déplace sur la rive orientale de la Deep Creek, son emplacement actuel. Snowville devient une municipalité le 6 novembre 1933.